# Pfarrkirche Loosdorf

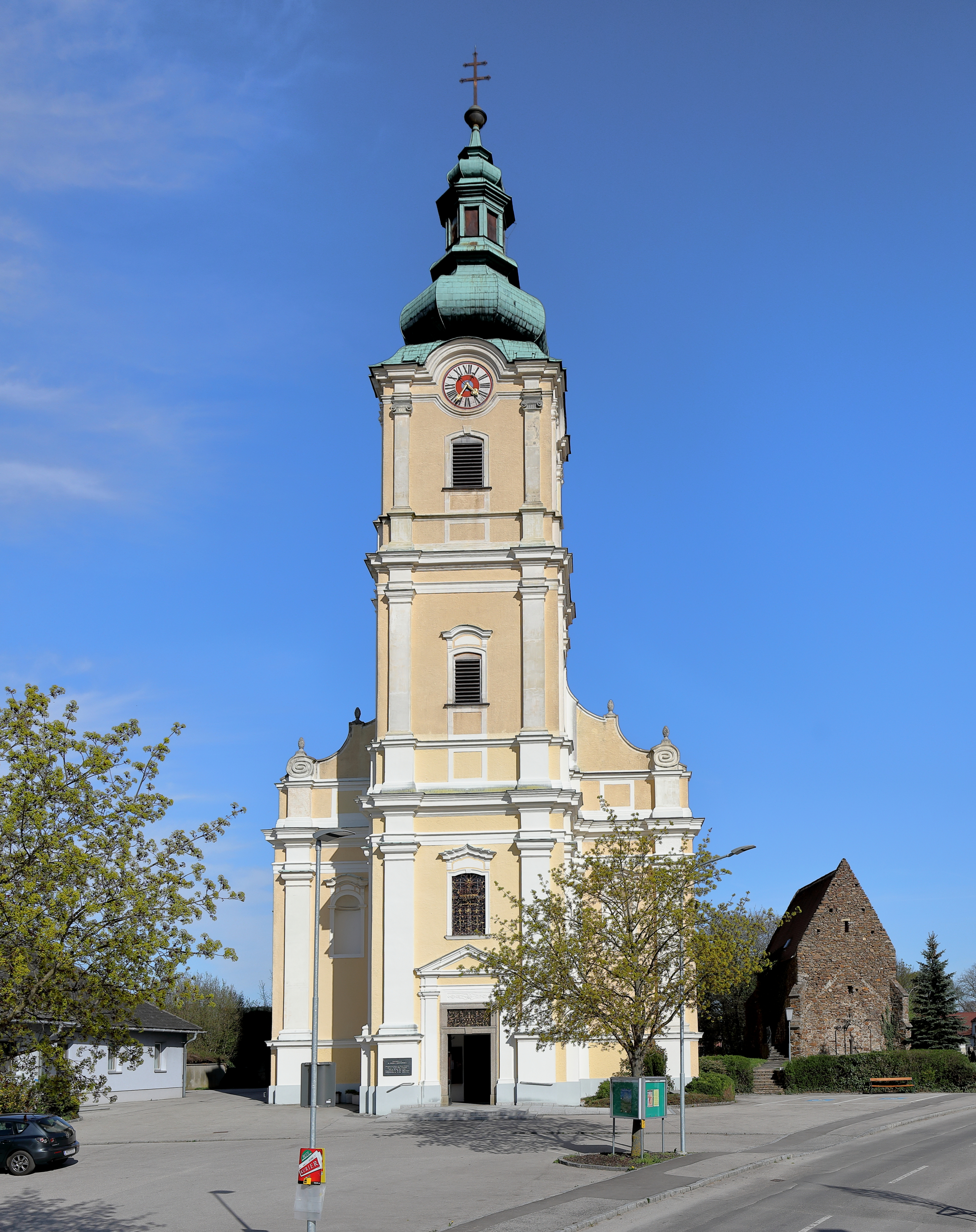
Pfarrkirche Loosdorf mit Karner rechtsseitig

Die Pfarrkirche Loosdorf ist die Pfarrkirche der römisch-katholischen Pfarre der niederösterreichischen Marktgemeinde Loosdorf im Bezirk Melk.
Die dem heiligen Lorenz geweihte Kirche gehört zum Dekanat Melk in der Diözese St. Pölten und steht unter Denkmalschutz. Sie wurde ursprünglich in den 1570er/1580er Jahren als protestantisches Bethaus und ohne Turm gebaut. Südlich der Kirche befindet sich ein Karner, der vermutlich aus dem 14. Jahrhundert stammt.

## Geschichte
Loosdorf ist seit der 1. Hälfte des 13. Jahrhunderts eine Pfarre. Die Vorgängerkirche brannte im Zuge der 1. Wiener Türkenbelagerung ab und wurde 1544 abgetragen. Um 1570 erfolgte der Neubau der Kirche unter dem Protestanten Hans Wilhelm von Losenstein. Im zweiten Viertel des 18. Jahrhunderts fand eine Um- und Ausgestaltung der Kirche statt. Dabei wurde von 1730 bis 1734 von Josef Wissgrill der Fassadenturm errichtet und die Westfassade neu gestaltet. Weiter erhielt die Kirche eine neue barocke Innenausstattung.

## Beschreibung, Ausstattung und Einrichtung
Die Saalkirche hat ein vierjochiges Langhaus und einen eingezogenen zweijochigen Chor. Die Fassaden des mächtigen, dreigeschoßig vorgestellten Westturms mit Zwiebelhelm und aufgesetzter Laterne sind durch Pilaster gegliedert.
Von der ehemaligen Innenausstattung des Renaissancebaues ist nur mehr ein aus dem letzten Viertel des 16. Jahrhunderts
stammendes Gemälde erhalten. Im Wesentlichen stammt die heutige Ausstattung aus der Zeit des Umbaus um 1730, so der Hochaltar, die Seitenaltäre und die Kanzel, die Kreuzwegbilder an der linken und rechten Seitenwand des Langhauses sind jedoch eine Stiftung aus dem Jahr 1854.
Der Hochaltar, ein mächtiger Doppelsäulenaltar mit breitem Kartuschenaufsatz und feingliedrigem Dekor, ist vermutlich ein Werk von Antonio Beduzzi. Das Altarbild zeigt das Martyrium des hl. Laurentius und darüber das Aufsatzbild die Heiligste Dreifaltigkeit. Beide Bilder stammen von Paul Troger. Das Wappen zwischen den Gemälden erinnert an die Freiherrn von Tinti, die von 1762 bis 1940 Patronatsherrn der Pfarre waren.
Die Hängekanzel mit gebauchtem Korb ist aus marmoriertem Holz. Sie ist reich verziert und hat einen kräftigen Schalldeckel. Die Symbolfiguren stellen Glaube, Hoffnung und Liebe dar und die zwei Reliefs die Flucht aus Ägypten sowie die Stigmatisation des hl. Franziskus.
Die Orgel mit zwei Manualen und 17 Registern aus dem Jahr 1893 ist ein Werk von Karl Neusser, der das bestehende barocke Gehäuse wiederverwendete und teilweise ergänzte. Im Jahr 2012 wurde sie generalsaniert und der ursprüngliche Zustand (Register) wieder hergestellt.

## Karner
Der Karner wird urkundlich 1499 genannt. Ein zweijochiger polygonaler geschlossener Bau aus unverputztem Bruchsteinmauerwerk mit Strebepfeilern unter Satteldach und mit Spitzbogenfenstern. Im Obergeschoß befand sich eine Kapelle und im Untergeschoß das Beinhaus. Der Bau ist mittlerweile profaniert und wurde 1974/75 saniert.

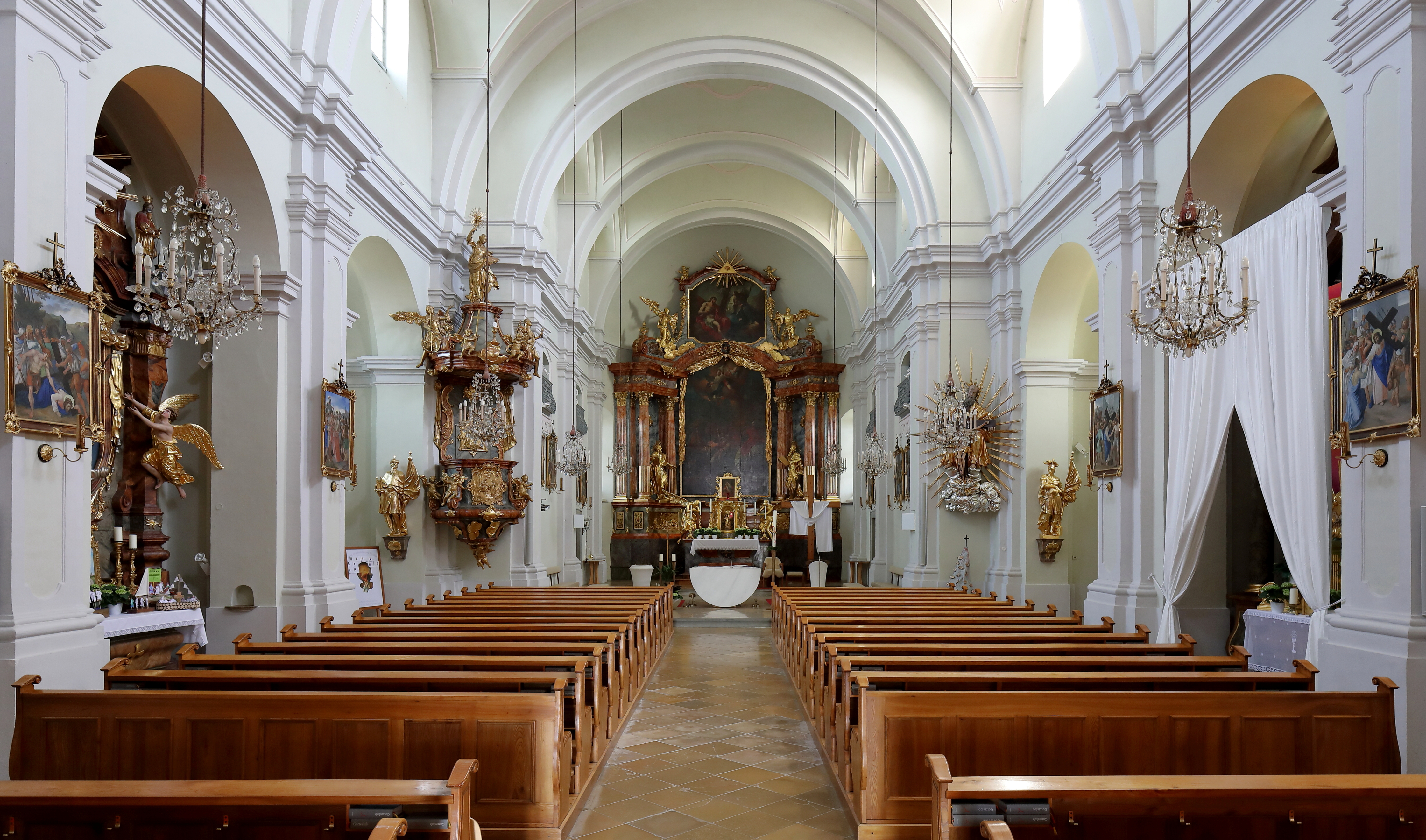
Innenansicht Richtung Hochaltar
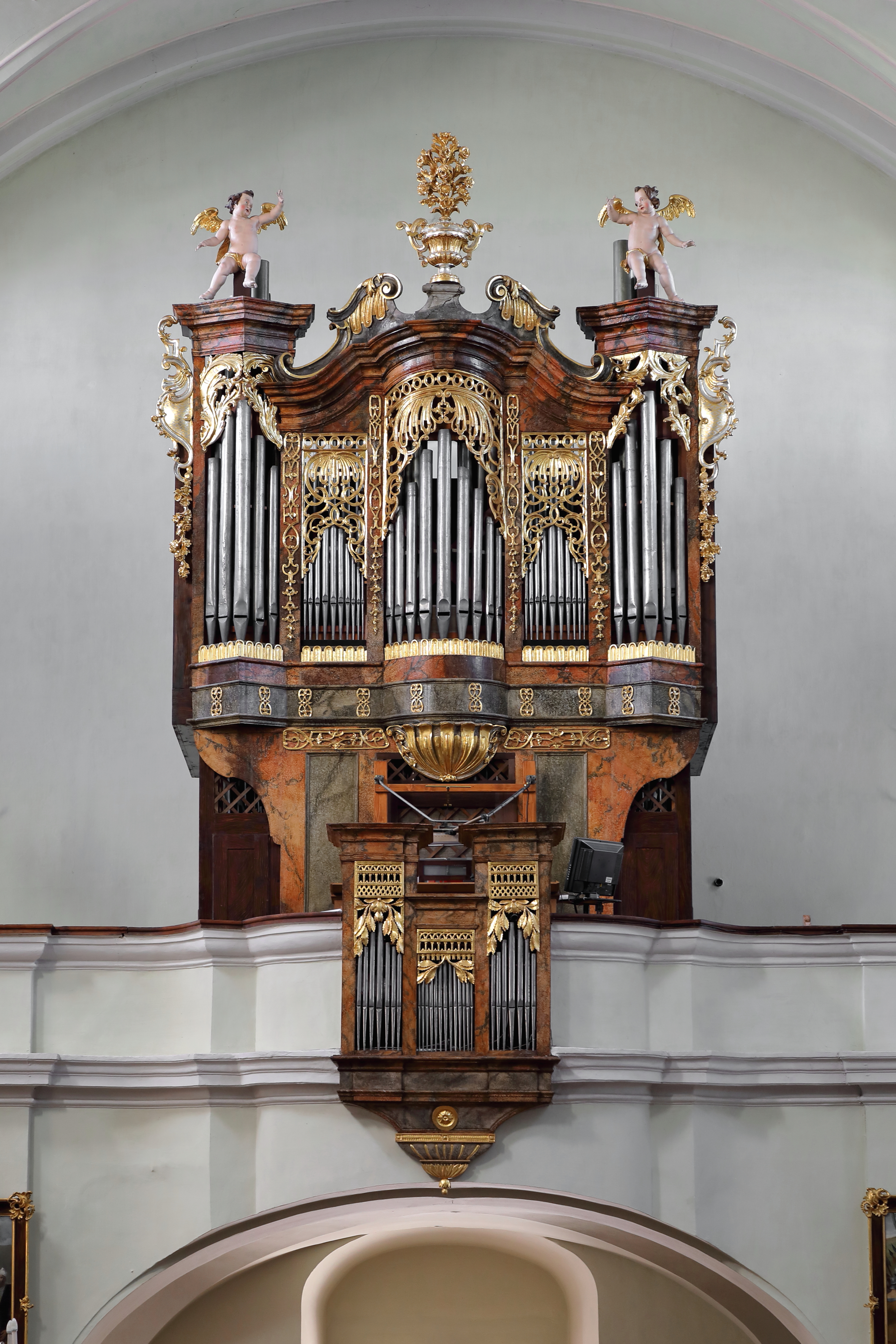
Orgelprospekt mit Rückpositiv der Pfarrkirche
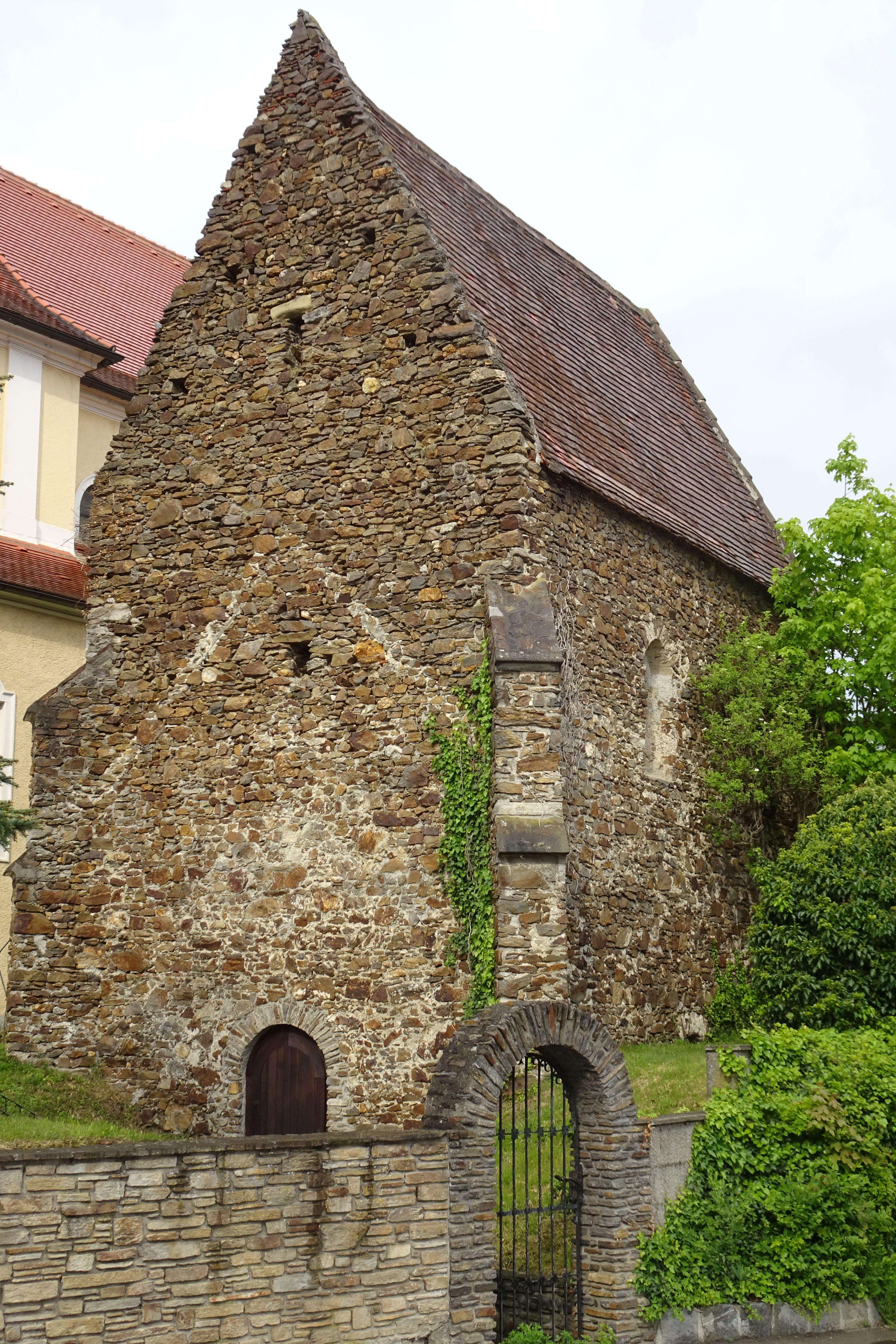
Der Karner